# Tái trung gian hóa
Tái trung gian hóa là là sự ra đời của các trung gian mới trong cấu trúc kênh. Hay nói cách khác, tái trung gian hóa quá trình thêm lại các kênh phân phối vào chuỗi cung ứng nhằm tạo ra nhiều giá trị cho khách hàng và chia sẻ các gánh nặng cho các thành viên khác trong kênh, đặc biệt là nhà sản xuất. Quá trình này xảy ra là do các trung gian trong kênh đã thể hiện vai trò của mình trong chuỗi cung ứng, mang lại giá trị cho cả người tiêu dùng và nhà sản xuất.
Tái trung gian hóa tái lập một kênh phân phối mới, phù hợp hơn với bối cảnh thị trường mới với hành vi khách hàng mới và phức tạp hơn. Tái trung gian hóa cũng chia đều lại trách nhiệm, quyền lợi của các thành viên trong chuỗi cung ứng.
Tái trung gian hóa yêu cầu trung gian mới mang lại nhiều lợi ích, tiện lợi hơn cho người tiêu dùng. Tái trung gian hóa bổ sung vào chuỗi cung ứng những trung gian mang lại nhiều giá trị, phù hợp hơn trong bối cảnh kinh tế mới. Những trung gian không hiệu quả hoặc không còn phù hợp với bối cảnh kinh tế mới sẽ bị hạn chế, loại bỏ đi trong cạnh tranh hoặc trong quá trình phi trung gian hóa.

## Sự tương đối về vai trò của các thành viên trong kênh
Sự phát triển của nền kinh tế và công nghệ khiến cho quá trình mua hàng diễn ra ngày càng phức tạp hơn, không chỉ về hành vi người tiêu dùng, quyền lực của người dùng mà còn khiến cho vai trò của các thành viên trong kênh phân phối càng trở nên phức tạp. Ví dụ như việc phát triển trong ngành bán lẻ khiến cho việc nhà bán lẻ không còn chắc chắn là một nhà phân phối trong chuỗi cung ứng nữa. Đến một mức độ phát triển nào đó chúng ta sẽ xem xét lại vai trò của thành viên đó trong kênh. Cụ thể như Amazon, Amazon không chỉ là một kênh phân phối nữa, ở một góc nhìn khác chúng ta đặt Amazon là một nhà cung cấp dịch vụ mua hàng. Điều đó khiến cho những sản phẩm mà Amazon đang chào bán trên trang của mình không phải là sản phẩm đầu vào, mà là nguyên liệu cho quá trình sản xuất dịch vụ của họ để phục vụ người dùng. Ở một góc nhìn khác, chúng ta lại thấy được Amazon là một nhà cung cấp nền tảng mua sắm trực tuyến, cho phép những doanh nghiệp rao bán hàng trên không gian ảo của họ, đồng thời cũng cho phép người mua mua hàng trên không gian ảo của họ. Rõ ràng, họ là nhà cung cấp dịch vụ. Qua đó ta có thể thấy, vai trò của một thành viên trong kênh là tương đối và ngày càng khó khăn để phân biệt các thành viên trong kênh.

## Chức năng của trung gian trong chuỗi cung ứng
- Đối với nhà sản xuất:
  - Nhà sản xuất sẽ được trung gian mang lại những giá trị như là: chia sẻ gánh nặng phân phối hàng hóa, chăm sóc khách hàng, chia sẻ gánh nặng tài chính, ....
  - Trung gian còn giúp nhà sản xuất giữ vững thị phần trên thị trường, tạo ra những giá trị cộng thêm như: trưng bày, các chương trình giúp gia tăng bán hàng. Tùy vào đặc điểm của các ngành mà trung gian lại đóng góp vào các giá trị khác nhau và nhiều ít khách nhau.
- Đối với người tiêu dùng:
  - Trung gian mang lại cho người dùng nhiều quyền lực hơn đối với nhà sản xuất.
  - Trung gian mang lại cho người dùng những giá trị của kênh như: Chăm sóc khách hàng, chia nhỏ các sản phẩm, phân loại sản phẩm, đảm bảo quyền lợi cho người tiêu dùng, đặt ra tiêu chuẩn cho người bán.
  - Trung gian mang lại cho người dùng những tính đồng bộ, thông tin, sự tiện dụng.

## Nguyên nhân
Tái trung gian hóa diễn ra do vai trò của trung gian được chứng minh với người tiêu dùng và nhà sản xuất. Họ mang lại nhiều lợi ích hơn. Với sự phát triển của Internet và công nghệ, những trung gian kiểu mới với vai trò mới đã xuất hiện, hiện đại hơn và mang lại nhiều giá trị hơn. Chẳng hạn như các mô hình B2B2C, C2B2C, B2B2B, các trung gian kiểu mới này cũng cho người mua thêm nhiều quyền lực hơn, đưa ra nhiều tiêu chí cho nhà sản xuất để nhà sản xuất phải đáp ứng các tiêu chí đó thì mới được bán hàng, điển hình là các trang thương mại điện tử. Cũng với sự phát triển của công nghệ mà hành vi mua sắm, cách suy nghĩ và tư duy về chuyện mua hàng của người dùng cũng thay đổi, khiến cho hoạt động mua bán diễn ra phức tạp hơn, thay đổi cách mà thị trường vận hành và đòi hỏi phải có nhiều tiện ích, giá trị hơn để thỏa mãn người dùng, thứ mà kênh phân phối cũ chưa có hoặc là quá trình phi trung gian hóa đã làm mất đi. Chính vì những vấn đề mới sinh ra đã làm xuất hiện những trung gian mới được thêm vào chuỗi cung ứng giá trị cho người dùng. Phi trung gian hóa đặt gánh nặng lên vai nhà sản xuất và e-commerce khiến khối lượng công việc này quá nhiều, từ đó nảy sinh nhu cầu thêm lại các trung gian vào chuỗi cung ứng từ e-commerce đến với người dùng, ngoài ra còn có các trung gian khác như là nhà cung cấp tìm kiếm (Google, Ping, Yahoo,...), định giá sản phẩm, so sánh giá, ....

## Tính chất của trung gian mới
Trong một nghiên cứu của mình Wei Rong đã khẳng định rằng, trung gian mới (cyber-mediary, tên mà ông đặt cho trung gian mới) có tất cả những chức năng mà trung gian truyền thống có, bên cạnh đó còn bổ sung thêm những chức năng mới mà trung gian truyền thống chưa bao giờ có. Ông chia trung gian kiểu mới làm hai loại: một là trung gian được xây dựng trên nền tảng công nghệ, kỹ thuật mới; loại còn lại là những trung gian truyền thống được cải tiến, tích hợp thêm công nghệ thông tin mới và có thêm những khả năng mới. Từ đó cải thiện hiệu quả và dần chuyển hóa từ trung gian cũ thành trung gian kiểu mới (transfer from traditional intermediaries to new intermediaries).
Tính chất của trung gian mới trong chuỗi cung ứng gồm có:
1. Đạt được hiệu quả cao hơn của luồng thông tin
2. Đạt được hiệu quả cao hơn thông qua hệ thống thanh toán điện tử
3. Đạt được hiệu quả cao hơn của dòng chảy kinh doanh và hậu cần

## Các xu hướng của các trung gian mới
Các mô hình trung gian kiểu mới như B2B2C, C2B2C, B2B2B,... ra đời đã làm thay đổi cách mà thị trường vận hành, cách suy nghĩ và tư duy về chuyện mua hàng.  Chẳng hạn như trước đây mua hàng phải lái xe đến tận nơi và đâu đó gần nơi sinh sống, đã mua hàng phải ra cửa hàng. Nhưng khi các trung gian kiểu mới ra đời thì có rất nhiều cách khác nhau để mua hàng. Đồng thời các trung gian kiểu mới này cũng cho người mua thêm nhiều quyền lực hơn, đưa ra nhiều tiêu chí cho nhà sản xuất để nhà sản xuất phải đáp ứng các tiêu chí đó thì mới được bán hàng. Tuy nhiên, không phải trung gian kiểu mới nào cũng thành công bởi vì vẫn sẽ gặp phải vấn đề về văn hóa mua hàng. Các chợ truyền thống vẫn không thể mất đi vì đã gắn với mọi người trong cuộc sống, các nhu cầu kết nối của họ, niềm vui khi được cầm và chọn món hàng,.... Vì thế các trung gian kiểu mới vẫn có thể thất bại. Dưới đây là một số xu hướng của các trung gian mới:

### 1. Các trung gian hướng dịch vụ
Bởi vì trong môi trường mới, tính minh bạch của thị trường ngày càng cao. Các giao dịch càng ngày càng minh bạch nên việc can thiệp trực tiếp vào giữa các giao dịch sẽ diễn ra ngày càng ít đi. Nhưng bởi vì sự phát triển của môi trường ảo, không gian giao dịch ảo được giãn nở ngày càng dài hơn, thêm vào đó là lượng sản phẩm vô hình chiếm phần ít. Hầu hết các sản phẩm dịch vụ khó khăn khi mà chỉ được tiến hành thông qua mua bán online. Như một mảng vá lỗi cho tính chất trên, các dịch vụ vận chuyển, bảo đảm chất lượng sản phẩm, .... Không những thương mại điện tử cần có sự hợp tác giữa các mạng lưới phân phối mà còn với nhiều những mạng lưới dịch vụ khác để có thể hoạt động tốt. Điều này khiến cho việc xuất hiện của các trung gian kiểu mới này. Nhưng nguồn của lợi nhuận không phải là từ chênh lệch hay lãi từ các giao dịch nữa mà là từ nhà sản xuất như là một dịch vụ cho họ.

### 2. Các trung gian dịch vụ công cụ mạng
Loại trung gian này được biết đến như là trung gian điện tử. Chủ yếu cung cấp dịch vụ trung gian của thông tin điện tử. Đây là ngành công nghiệp mới xuất hiện do sự phát triển của kinh tế mạng. Chủ yếu bao gồm:
- Dịch vụ địa chỉ (Directory service): Ở thời điểm hiện tại (khoảng những năm 2014 – khi tác giả công bố nghiên cứu này)[4] có ba loại hình của dịch vụ này: Dịch vụ địa chỉ chung (như là Yahoo) cung cấp địa chỉ chung về những trang web chung đến người dùng, nhìn chung dịch vụ này tính đến nay không còn phát triển nữa do sự phát triển mạnh mẽ của dịch vụ tìm kiếm; Dịch vụ địa chỉ kinh doanh (Business Directory), những dịch vụ này thường được biết đến bởi những công ty trong ngày khi họ cần biết đến thông tin, địa chỉ chính xác về một tổ chức kinh doanh nào đó; Dịch vụ cung cấp địa chỉ về các website chuyên nghiệp trong một lĩnh vực nhất định, ví dụ như Google Scholar cho lĩnh vực nghiên cứu.
- Dịch vụ tìm kiếm: Cung cấp khả năng tìm kiếm cho người dùng bằng những từ khóa. Ví dụ: Google Search, Ping, Duckduckgo, ....

### 3. Dịch vụ trung gian thị trường ảo
Đây là những nhà cung cấp không gian thị trường ảo hay hiện nay chúng ta có thể gọi là các trang thương mại điện tử. Trước kia, chỉ có sự xuất hiện của các thị trường tài chính ảo, nơi có thể theo dõi các chỉ số tài chính của thị trường chứng khoán. Gần đây, với sự phát triển mạnh mẽ, thị trường ảo từ những trang web cho phép người dùng mua sắm trực truyến đã trở thành những kênh thương mại điện tử như Amazon, Alibaba, ... Ở Việt Nam có thể nói tới Shopee, Sendo, Tiki, Lazada, .....

### 4. Các trung gian số thông minh (Intelligent agent intermediary)
Các trung gian số thông minh là một loại ứng dụng mang đến khả năng tự động hóa, thu thập thông tin, tối ưu hóa các hoạt động, .... Ngày nay biết đến với các ứng dụng công nghệ thông tin như trí tuệ nhân tạo, machine learning, phân tích dữ liệu lớn.

## Minh chứng của quá trình tái trung gian hóa

### Googlevà tái trung gian hóa
Vào năm 2008, Chiến dịch tái trung gian hóa của Google được biết đến với tên là “Lively” (Sống động), tại thời điểm mới ra mắt sản phẩm của chiến dịch này, Lively là một plug-in mà bạn có thể thêm vào các trang web hoặc thậm chí là trang cá nhân Facebook, đây là sản phẩm khá thanh công của Google tại thời điểm đó. Sản phẩm này có một đặc tính là nhỏ gọn, có thể thêm vào mọi ứng dụng lớn nhỏ, cho phép Google xen vào giữa khách hàng và môi trường mà Lively được thêm vào để tiến hành thu thập thông tin và quảng cáo tới người dùng. Mặc dù có mặt ở khắp mọi nơi nhưng người dùng thường nghĩ đây là một chức năng hơn là một nền tảng quảng cáo tương tự như các chương trình truyền hình miễn phí. Chiến lược của Google đơn giản là trở thành lựa chọn tương tác đầu tiên của khách hàng và bán các tương tác đó cho các nhà quảng cáo – giống như vai trò mà báo chí đã làm ở thế kỷ trước. Đây là biểu hiện của quá trình tái trung gian hóa.
Ngoài Lively chúng ta có thể thấy bản thân Google tìm kiếm cũng chính là một hiện thân của quá trình tái trung gian hóa. Ban đầu chỉ đơn thuần là một công cụ tìm kiếm trên Internet để đáp ứng nhu cầu của mọi người về việc tìm kiếm các trang web, nội dung – một nhu cầu tự nhiên khi mà bản thân Internet chứa quá nhiều thông tin và dữ liệu – Google tìm kiếm xuất hiện giúp người dùng sắp xếp lại thông tin, xếp hạng những nội dung được cho là quan trọng và có ý nghĩa, .... Từ một tiện ích cho người dùng, Google tìm kiếm đã trở thành một sản phẩm không thể thiếu trên Internet (Trên lý thuyết, chúng ta không cần phải dùng Google để đi tới một trang web, chúng ta chỉ cần biết địa chỉ của chúng, nếu không có Google tìm kiếm, người dùng có thể có được địa chỉ từ những nguồn khác). Từ việc có được sự tương tác của người dùng, Google bán những tương tác này cho các nhà quảng cáo dưới nhiều hình thức quảng cáo (Google Search AdWords, Google Shopping, Youtube Video Advertising, Google Mobile Advertising,...)

### Facebookvà tái trung gian hóa
Facebook cũng như Google và nhiều sản phẩm khác hầu như đều hoạt động theo cách có được tương tác từ người dùng và bán những tương tác đó. Ngoài ra thời gian gần đây, với những công cụ hỗ trợ Insight người dùng, tránh lặp người dùng trong thống kê, tính toán và kiểm duyệt nguồn của traffics (còn được biết đến như là digital footprint) thì các lập trình viên của các trang web thường thêm các mã hỗ trợ Insight từ Facebook hoặc Google để có thể làm được điều đó. Bạn có thể thấy được những trang web, blog, trang tin tức có những nút "like" của Facebook, "Chia sẻ về Facebook" hoặc là "G+" của Google thì khả năng rất cao họ đã thêm những plugin này để nhằm thu thập thông tin và theo dõi người dùng. Từ việc thêm những code này, lập trình viên và trang web sẽ có lợi ích là xác định được danh tính người dùng, Facebook thì có thông tin về hành vi người dùng trên Internet và kiếm lợi nhuận từ thông tin này từ các nhà quảng cáo, các Marketer hoặc là nghiên cứu thị trường, .... Như vậy các nền tảng này xuất hiện một lần nữa như các trung gian giữa các trang web với người dùng và nhà quảng cáo với người dùng. Đây cũng là một biểu hiện của tái trung gian hóa.

## Thảo luận
Có ý kiến cho rằng, tái trung gian hóa đang trở nên phức tạp hơn trong bối cảnh thị trường ngày càng phức tạp, nơi mà tái trung gian hóa không chỉ được thêm vào cấu trúc kênh phân phối trung gian nữa mà bao gồm cả nhà sản xuất. Ví dụ như trong trường hợp của Youtube và các Youtuber, điều này là một phần của quá trình Crowdsourcing của các thương hiệu. Khái niệm Youtuber chính là những người sáng tạo nội dung trên Youtube. Ban đầu Youtube là một nền tảng cho phép chia sẻ và xem video trực tuyến. Sau khi bị mua lại bởi Google, Youtube ngày càng phát triển và cho đến năm 2007, Youtube đưa ra chính sách trả tiền cho những người sáng tạo nội dung trên nền tảng này. Rõ ràng, Youtube đã đưa vào một trung gian mới giữa chính Youtube và người dùng đó là Youtuber. Người trung gian này được thêm vào để thỏa mãn một nhu cầu tự nhiên của việc gia tăng trách nhiệm của Youtube trong chuỗi cung ứng.

## Nhận xét về 2 quá trình "Phi trung gian hóa" và "Tái trung gian hóa"
Phi trung gian hóa và tái trung gian hóa là hai mặt đối lập của quá trình phát triển chuỗi cung ứng. Phi trung gian hóa không loại bỏ tái trung gian hóa và ngược lại, hai hiện tượng là biểu hiện của quá trình biến chuyển và phát triển chuỗi cung ứng.
Ví dụ: Nhà bạn làm đồ gia dụng từ gỗ gia truyền từ rất lâu. Ban đầu, bạn làm và bán trước cửa nhà, mỗi ngày bạn chỉ bán được một số ít bàn, thậm chí lâu lâu mới có người mua. Một người trung gian đến và đề nghị đưa bàn của bạn ra cửa hàng của ông ta bán và lấy 30% hoa hồng. Một ngày bạn đã bán được hơn rất nhiều so với những ngày đầu bán trước cửa nhà. Internet phát triển, bạn nhận ra việc ăn hoa hồng như thế là cao, nếu bạn xây một cửa hàng và bán hàng qua Internet trực tiếp tới khách với giá rẻ hơn thì bạn sẽ nhận được nhiều lời hơn và người mua của bạn cũng mua được với giá rẻ hơn. Bạn làm thế và nhận ra, tuy bạn có lời hơn, nhưng lượng khách hàng không được nhiều bằng và bạn phải chịu một lượng lớn công việc bao gồm giao hàng, tư vấn khách hàng, giải đáp, và phải giao từng đơn đến những nơi khác nhau so với trước kia chỉ giao đến cửa hàng, bạn phải duy trì trang web của bạn., ... Không chỉ thế, khách hàng của bạn cũng bắt đầu để ý đến những công cụ khác trên Internet như tìm kiếm, so sánh giá và tham khảo các đánh giá về sản phẩm của bạn cũng như của những đối thủ cạnh tranh. Một thời gian sau, trên mạng xuất hiện một trang web mang lại cho khách hàng những công cụ tìm kiếm, so sánh giá, giao hàng cho nhà sản xuất bán trên web đó và họ lấy hoa hồng của những người bán. Việc xuất hiện của nền tảng trên khiến cho kinh doanh của bạn không còn được như trước, các đối thủ của bạn cũng dần dần đưa sản phẩm của họ lên nền tảng trên. Và bạn dự định trong tương lại cũng sẽ tham gia vì có nhiều lợi ích hơn và bạn không phải lo nhiều công việc như trước kia nữa mà chỉ chuyên tâm vào sản xuất đồ gia dụng. Như bạn thấy, câu chuyện đơn giản hóa ở trên cho thấy quá trình phi trung gian hóa và tái trung gian hóa lần lượt xảy ra theo từng thời kỳ, phản ánh sự phát triển của kênh phân phối. Và cả hai quá trình không phải thay thế cho nhau mà là liên tục biến chuyển, phát triển.